# ضريحة (بني مطر)
ضريحة هي إحدى قرى عزلة بني قيس بمديرية بني مطر التابعة لمحافظة صنعاء، بلغ تعداد سكانها 223 نسمة حسب تعداد اليمن لعام 2004.